# Quatrième République (Venezuela)
Pour les articles homonymes, voir Quatrième République et République du Venezuela.
1830–1999
Entités précédentes :
- Grande Colombie

Entités suivantes :
- Venezuela

Quatrième République désigne, au Venezuela, l'ensemble des régimes républicains ayant dirigé le pays entre 1830 et 1999.

## Cronologie des dénominations
Le nom officiel de « République du Venezuela » n'a été utilisé durant cette période qu'à partir de 1953 après l'adoption de la Constitution du Venezuela de 1953 (es). Ce texte organique remplace celui de la Constitution du Venezuela de 1947 (en).
Historiquement, les noms officiels successifs sont : « État du Venezuela » entre 1830 et 1864, « États-Unis du Venezuela » entre 1864 et 1953 et « République du Venezuela » entre 1953 et 1999.